# Brasileosaurus
Brasileosaurus (significando "lagarto do Brasil") é uma coleção de fósseis incertos que provavelmente nunca serão identificados. Acredita-se que seja um arcossauro não dinossauro.